# Strada statale 1 Via Aurelia
La strada statale 1 Via Aurelia (SS 1) è una delle più importanti strade statali italiane e deriva da un'antica strada consolare, la Via Aurelia. Collega Roma con la Francia seguendo la costa del Mar Tirreno e del Mar Ligure e toccando nove capoluoghi di provincia oltre a importanti località turistiche.
È la terza strada statale italiana per lunghezza dopo la SS 16 Adriatica e la SS 7 Via Appia.
Costituisce un tratto della strada europea E80 da Tarquinia a Rosignano Marittimo.

## Storia
La SS 1 venne istituita nel 1928 con il seguente percorso: "Roma - Civitavecchia - Grosseto - Livorno - Pisa - Genova - Imperia - Ventimiglia - Confine francese." La sua denominazione si rifà alla Via Aurelia della Roma antica, benché a nord di Pisa segua le direttrici di tratti di altre strade romane: la parte più settentrionale della Via Cassia, la Via Aemilia Scauri e la Via Julia Augusta.
Tra gli anni ottanta e novanta del XX secolo, a causa del pesante traffico che la strada doveva sostenere e dei numerosi centri abitati sorti intorno ad essa fu costruita, da Grosseto a Rosignano Marittimo, una variante di tipo autostradale parallela al vecchio percorso della via Aurelia: una strada a doppia carreggiata, con corsie di emergenza in entrambi i sensi di marcia. Nel tratto che va dal raccordo con l'autostrada A12, nei pressi di Tarquinia, a Grosseto l'Aurelia, pur essendo stata portata a 4 corsie, presenta ancora vari incroci a raso e brevi tratti a due corsie.
L'Aurelia si pone, comunque, come alternativa all'A12, mai ultimata nel tratto Tarquinia-Rosignano.
In conseguenza del decreto sul federalismo stradale del 1999, il tratto ligure dell'Aurelia era stato ceduto alla regione Liguria (e da questa alle province), ma vista la grossa spesa che le province dovevano sopportare per la manutenzione della strada, con un trattato firmato dal Ministro alle Infrastrutture Antonio Di Pietro il 10 marzo 2008 la Regione Liguria ha ceduto nuovamente il tratto ligure dell'Aurelia all'ANAS.
Dal 2011, a seguito del progetto di prolungamento dell'autostrada A12 da Civitavecchia a Tarquinia, il tratto sotteso fu declassificato in attesa di provvedere al suo ammodernamento ed infine all'inserimento nell'itinerario della stessa A12, fase terminata nel corso del 2016.

## Percorso

### Da Roma a Grosseto

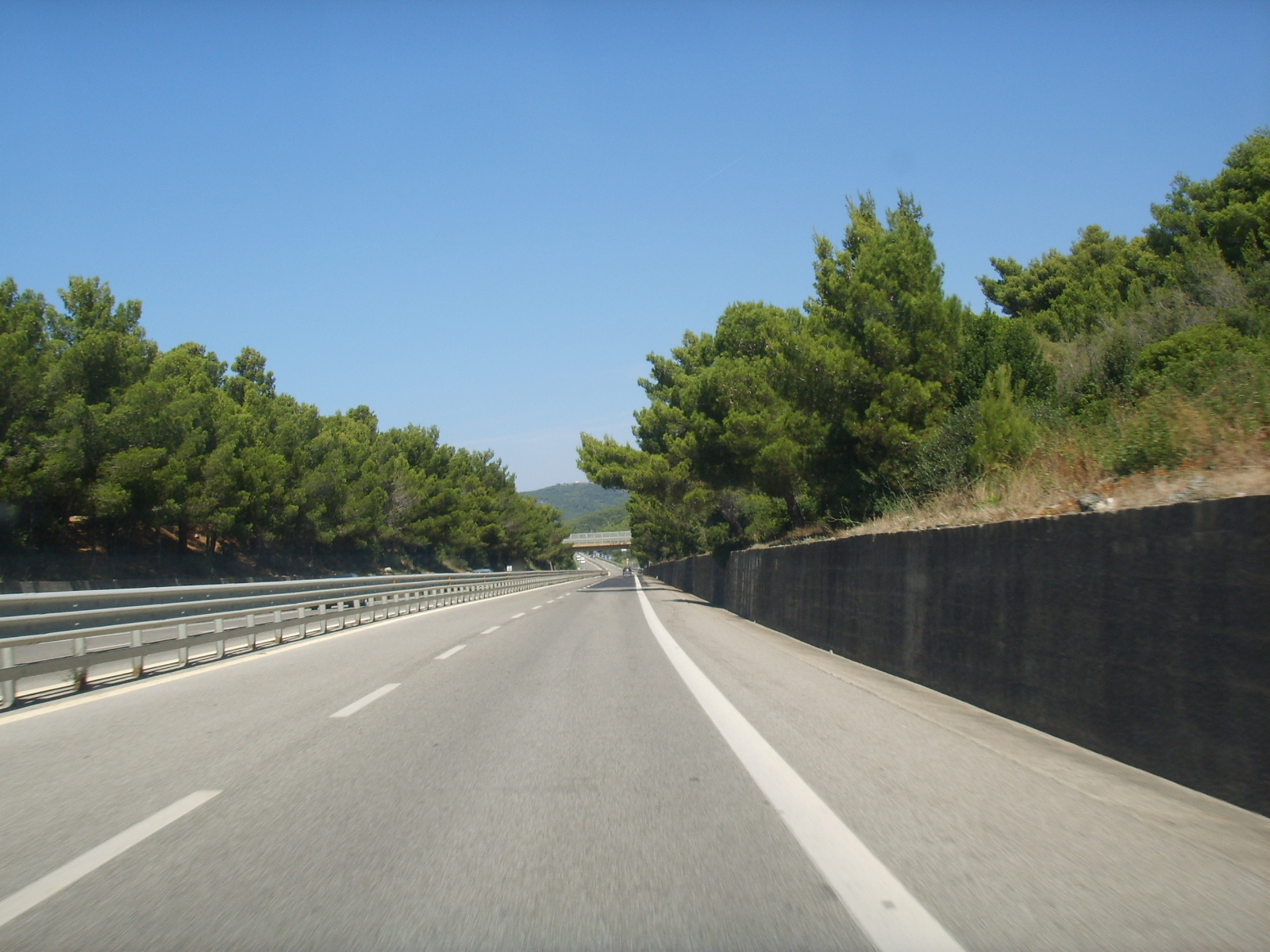
L'Aurelia verso Livorno

La SS 1 inizia a Roma. Il tratto urbano è costituito, in realtà, da una variante eseguita nel corso del XIX secolo sul tracciato originario. Quest'ultimo esiste tuttora, con la denominazione di via Aurelia Antica, e ha inizio da Porta San Pancrazio al Gianicolo.
Il piano regolatore del 1931 prevedeva una rettifica del tratto urbano, mediante un'arteria a tre corsie (la corsia centrale destinata esclusivamente al sorpasso) con inizio da Corso Vittorio Emanuele II e che, dopo aver oltrepassato il Tevere tramite un nuovo ponte, avrebbe attraversato in tunnel la collina del Gelsomino per proseguire fino all'attuale circonvallazione Cornelia, progetto, che prevedeva opere ingenti fra cui la demolizione di numerosi edifici, è stato ultimato solo nel dopoguerra e costituisce l'attuale tracciato ponte Principe Amedeo Savoia Aosta - Galleria del Gelsomino - via Gregorio VII. La via Aurelia propriamente detta ha inizio in largo di Porta Cavalleggeri, lungo le Mura Vaticane; a carreggiata unica con una corsia per senso di marcia, sale sul colle Vaticano e prosegue verso piazza Irnerio, alla confluenza delle circonvallazioni Aurelia e Cornelia.
A quel punto inizia il tratto a carreggiata unica e due corsie per senso di marcia, che arriva fino a largo Tommaso Perassi; detto tratto nel dopoguerra fu gradualmente dismesso dall'ANAS e ceduto al comune di Roma.
Nel corso degli anni Sessanta, il Comune di Roma ha eseguito degli interventi di ampliamento e adeguamento della sede stradale, sulla quale già da tempo si affacciavano alcuni insediamenti abitati e importanti complessi edilizi, molti dei quali di proprietà di istituti religiosi.
A largo Tommaso Perassi la via Aurelia si congiunge con via Aurelia Antica e diventa a due carreggiate separate con due corsie per senso di marcia.
Il percorso da quel punto in avanti coincide, salvo alcune eccezioni, con quello della via Aurelia storica; assunta la denominazione di SS 1, la sua progressiva chilometrica è calcolata a partire dal Campidoglio, come le altre strade consolari che iniziano nell'urbe esclusa la SS 2.
A partire dal secondo dopoguerra sono stati realizzati dall'Anas non pochi tratti in variante, in particolare un lungo percorso a valle che ha sostituito il tratto a monte divenuto Via Castel di Guido.
La via Aurelia sottopassa poi il Grande Raccordo Anulare in corrispondenza del chilometro zero di quest'ultimo uscendo così dall'area urbana di Roma.
Allo svincolo di Torrimpietra (al km 26) si allaccia all'A12 Roma-Tarquinia e termina il primo tratto a carreggiata doppia.
Da questo punto in poi la strada segue la costa tirrenica rimanendo parallela all'autostrada, toccando i centri di Ladispoli e Santa Marinella prima di giungere a Civitavecchia; oltrepassata la città, il suo tracciato si innesta sull'A12 Roma-Tarquinia in corrispondenza dello svincolo di Civitavecchia Porto.
Poco dopo il centro abitato di Tarquinia, inizia un nuovo tronco della strada senza soluzione di continuità con l'A12 con caratteristiche di carreggiata doppia che termina al confine con la Toscana in territorio comunale di Montalto di Castro; anche qui sono stati realizzati nel tempo numerosi tratti in variante come, ad esempio, il by-pass a valle di Montalto di Castro che ne evita l'attraversamento, tanto che in alcuni punti il vecchio tracciato è ancora ben visibile. In questo tratto sono ancora presenti accessi privati ed immissioni/uscite con la viabilità secondaria derivanti dalla costruzione dello spartitraffico per eliminazione dei preesistenti incroci a raso.
Il primo tratto in Toscana, presso Capalbio, è a carreggiata singola; successivamente, da Orbetello Scalo sino a Grosseto, dopo i lavori di raddoppio iniziati nell'aprile 1964 e completati nel 1969, le corsie diventano quattro su due carreggiate. Le opere di raddoppio, che richiesero l'abbattimento dei numerosi alberi, pini e platani, collocati ai margini del piano viabile, furono eseguite e completate in due periodi distinti: il primo tratto fu quello da Orbetello Scalo a Collecchio, mentre il secondo fu quello da Collecchio alla periferia sud di Grosseto. Inizialmente le due carreggiate erano divise dalla doppia striscia continua, ma il numero elevato di incidenti e l'entrata in vigore delle nuove norme sulla sicurezza stradale, determinarono la completa installazione dello spartitraffico. I lavori eseguiti in questo tratto non riguardarono soltanto l'ampliamento della sede stradale, ma anche il miglioramento del tracciato con l'eliminazione dei percorsi più disagevoli, in particolare nelle zone di Albinia, Fonteblanda, Alberese e Rispescia. Tuttavia, nonostante diverse intersezioni dispongano di cavalcavia e rampe di accesso, anche in questa tratta rimangono ancora molti incroci a raso con strade secondarie.
A Grosseto la SS 1 aggira il capoluogo da sud-est, innestandosi nella variante diretta a Livorno, mentre il vecchio percorso, in parte rettificato rispetto al tracciato originario, entra in città dopo avere varcato il ponte sul fiume Ombrone.
| Via Aurelia tratto Roma-Civitavecchia |                                      |      |           |                |
| Tipo                                  | Indicazione                          | ↓km↓ | Provincia | Strada europea |
|                                       | Roma                                 | 0    | RM        |                |
|                                       | Inizio tratto a carreggiate separate | 0    | RM        |                |
| AB-AS-blau.svg                        | Grande Raccordo Anulare              | 9,4  | RM        |                |
| AB-AS-blau.svg                        | Malagrotta                           | 14,6 | RM        |                |
| AB-AS-blau.svg                        | Castel di Guido                      | 20,4 | RM        |                |
| AB-AS-blau.svg                        | Aranova                              | 23,2 | RM        |                |
| AB-AS-blau.svg                        | Torrimpietra                         | 26,4 | RM        |                |
|                                       | Fine tratto a carreggiate separate   | 27,7 | RM        |                |
|                                       | Torrimpietra                         | 27,7 | RM        |                |
|                                       | Ladispoli                            | 37,1 | RM        |                |
|                                       | Ladispoli nord                       | 40,6 | RM        |                |
|                                       | Cerveteri-Ladispoli                  | 41,4 | RM        |                |
|                                       | Aeroporto militare di Furbara        | 48,9 | RM        |                |
|                                       | Santa Severa                         | 53,2 | RM        |                |
|                                       | Santa Marinella                      | 54,2 | RM        |                |
|                                       | Santa Marinella                      | 61,0 | RM        |                |
|                                       | Civitavecchia Sud                    | 66,8 | RM        |                |
|                                       | Civitavecchia                        | 71,0 | RM        |                |
|                                       | Porto di Civitavecchia               | 72,5 | RM        |                |
|                                       | Genova - Roma                        | 80,2 | RM        |                |

| Via Aurelia tratto Tarquinia-Grosseto |                                      |       |           |
| Tipo                                  | Indicazione                          | ↓km↓  | Provincia |
|                                       | Tarquinia                            | 95,5  | VT        |
|                                       | Montalto di Castro ex Castrense      | 109,5 | VT        |
|                                       | Centrale Enel                        | 113,7 | VT        |
|                                       | Pescia Romana                        | 120,4 | VT        |
|                                       | Chiarone                             | 124,1 | GR        |
|                                       | Fine tratto a carreggiate separate   | 124,1 | GR        |
|                                       | Capalbio                             | 128,3 | GR        |
|                                       | Ansedonia                            | 137,5 | GR        |
|                                       | Inizio tratto a carreggiate separate | 137,9 | GR        |

### Da Grosseto a Livorno

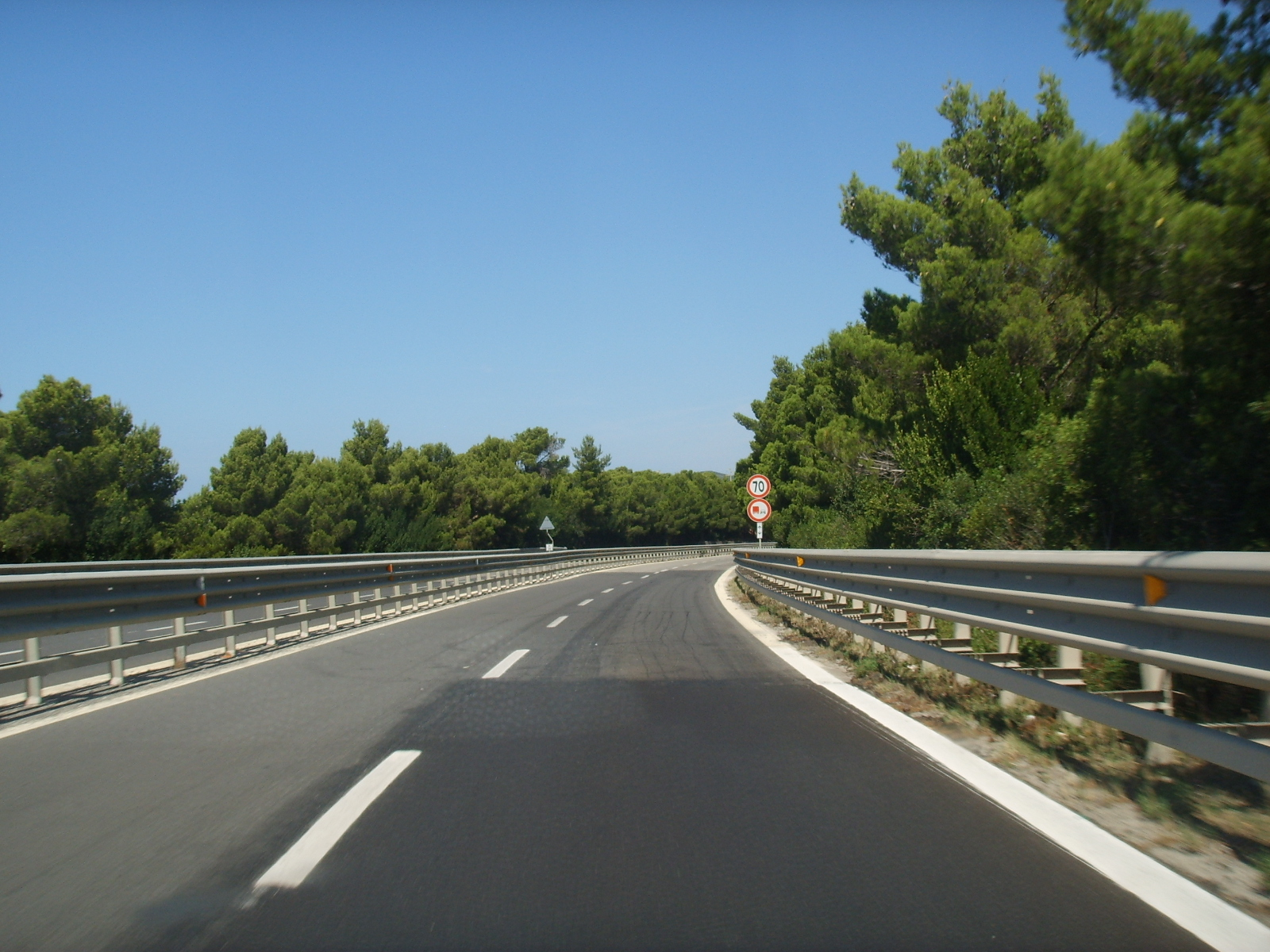
Un tratto tra Grosseto e Livorno

La tratta da Grosseto a Livorno è una superstrada a carreggiate separate, classificata come strada extraurbana principale, con due corsie per senso di marcia e ampia banchina pavimentata; il vecchio tracciato, coincidente con l'Aurelia medievale e a tratti anche con il tracciato romano, è stato dismesso dall'ANAS ed è passato sotto la gestione diretta delle province che attraversa. La vecchia Aurelia è divenuta strada provinciale (SP 152 in provincia di Grosseto e SP 39 in provincia di Livorno).
Attualmente la superstrada è gratuita, anche se in passato è stata avanzata l'ipotesi, mai attuata, di istituire un pedaggio, a fronte, ovviamente, del suo adattamento in modo da renderla conforme agli standard autostradali. Allo svincolo di Rosignano Marittimo si allaccia l'autostrada A12, mentre la superstrada si dirige verso la costa, in direzione di Livorno.
Dopo un breve tratto nei pressi delle frazioni meridionali della città, reso suggestivo dall'ambiente e dalla presenza di alcune ville appartenute a personaggi famosi, la superstrada funge da tangenziale alla città di Livorno, mentre il vecchio percorso della statale la attraversava interamente.

### Da Livorno al confine con la Liguria
La Variante Aurelia tangente la città di Livorno diviene un raccordo autostradale (vecchio tratto terminale dell'A12 prima che essa venisse prolungata verso Rosignano, nel 1992) che va a innestarsi nell'A12; poco prima dell'inizio del tratto autostradale, uno svincolo immette nella Strada di grande comunicazione Firenze-Pisa-Livorno e in un raccordo che si riallaccia alla vecchia Aurelia in uscita dalla città.
In questo tratto la statale si presenta a carreggiata unica, anche se la sede stradale è molto ampia; praticamente senza attraversare alcun centro abitato vero e proprio, l'Aurelia giunge a Pisa, senza però addentrarsi nel centro storico e tagliandone la periferia occidentale; scavalca l'Arno, e, uscendo dall'area urbana di Pisa, il Serchio in prossimità di Migliarino. Poco oltre, vi s'innesta l'Autostrada A11 proveniente da Firenze.
La strada entra quindi a Torre del Lago Puccini, frazione di Viareggio, dove l'Aurelia si sdoppia nuovamente. Il tracciato vecchio (oggi declassato a strada provinciale), che probabilmente ripercorre quello medievale e forse quello romano, attraversa Torre del Lago e la città di Viareggio, di cui costituisce l'arteria principale; il tracciato nuovo è una strada a carreggiata doppia, con quattro corsie complessive, tangente all'agglomerato urbano. La variante, che costituisce ormai la tangenziale di Viareggio ha più svincoli intermedi, termina a Lido di Camaiore allacciandosi alla Bretella A11/A12 Lucca-Viareggio, che a sua volta termina innestandosi sul vecchio tracciato dell'Aurelia.
La strada attraversa quindi Lido di Camaiore e successivamente entra in Versilia a Pietrasanta e Querceta, per poi entrare in provincia di Massa e Carrara dirigendosi verso il capoluogo, Massa. Attraversata la città, prende a dirigersi di nuovo verso la costa, tagliando i quartieri periferici di Carrara tra il centro e il mare, in un ambiente pressoché interamente urbanizzato; passato il bivio per l'uscita dell'autostrada, esce dalla Toscana per entrare in Liguria.
| Via Aurelia tratto Rosignano Marittimo-Vezzano Ligure |                                                |       |           |
| Tipo                                                  | Indicazione                                    | ↓km↓  | Provincia |
|                                                       | Rosignano Marittimo                            | 287,2 | LI        |
|                                                       | Rosignano Marittimo                            | 290,8 | LI        |
|                                                       | Rosignano Solvay                               | 293,0 | LI        |
|                                                       | Castiglioncello                                | 296,1 | LI        |
|                                                       | Campo Lecciano                                 | 299,5 | LI        |
|                                                       | Chioma                                         | 300,8 | LI        |
|                                                       | Fine tratto a carreggiate separate             | 300,8 | LI        |
|                                                       | Quercianella                                   | 302,5 | LI        |
|                                                       | Via Aurelia Vecchia                            | 307,2 | LI        |
|                                                       | Inizio tratto a carreggiate separate           | 307,7 | LI        |
|                                                       | Montenero                                      | 311,1 | LI        |
|                                                       | Livorno Sud                                    | 313,2 | LI        |
|                                                       | Livorno                                        | 315,2 | LI        |
|                                                       | Livorno centro                                 | 316,9 | LI        |
|                                                       | FI-PI-LI                                       | 321,0 | LI        |
|                                                       | Autostrada Azzurra                             | 322,6 | LI        |
|                                                       | Fine tratto a carreggiate separate             | 322,6 | LI        |
|                                                       | Aeroporto di Pisa                              | 333,1 | PI        |
|                                                       | FI-PI-LI                                       | 333,5 | PI        |
|                                                       | Pisa                                           | 334,0 | PI        |
|                                                       | Migliarino                                     | 342,1 | PI        |
|                                                       | Firenze - Pisa Nord                            | 343,4 | PI        |
|                                                       | Torre del Lago Puccini Sud                     | 349,9 | LU        |
|                                                       | Inizio tratto a carreggiate separate           | 350,3 | LU        |
|                                                       | Marina di Torre del Lago - Torre Del Lago Nord | 351,7 | LU        |
|                                                       | Cotone - Bicchio (frazione di Viareggio)       | 354,5 | LU        |
|                                                       | Viareggio Sud                                  | 356,1 | LU        |
|                                                       | Viareggio                                      | 357,9 | LU        |
|                                                       | Fine tratto a carreggiate separate             | 359,6 | LU        |
|                                                       | Lido di Camaiore - Viareggio Nord              | 359,8 | LU        |
|                                                       | Pietrasanta                                    | 366,0 | LU        |
|                                                       | Querceta                                       | 369,4 | LU        |
|                                                       | Massa                                          | 376,5 | MS        |
|                                                       | Carrara                                        | 383,8 | MS        |
|                                                       | Luni                                           | 388,9 | SP        |
|                                                       | Sarzana                                        | 394,5 | SP        |
|                                                       | della Cisa                                     | 397,0 | SP        |
|                                                       | Sarzana                                        | 397,6 | SP        |
|                                                       | Vezzano Ligure                                 | 405,6 | SP        |

### Dal confine ligure a Genova
L'Aurelia entra in territorio ligure nel comune di Luni. A Sarzana si innesta la strada statale 62 della Cisa, diretta a Parma, Mantova e Verona, mentre l'Aurelia, attraversato il Magra, supera la breve dorsale collinare che separa la piana attorno alla foce del fiume dal Golfo della Spezia, e perviene alla Spezia.

Il tratto ligure dell'Aurelia è caratterizzato da due ambienti completamente diversi tra loro: la Riviera di Levante e la Riviera di Ponente. La Riviera di Levante, dalla Spezia sino a Genova, è un susseguirsi di valli, montagne che si spingono sino alla costa e brevi pianure costiere. La strada segue l'andamento tormentato del terreno, e per questo è caratterizzata, lungo tutto questo tratto, da continui cambiamenti di pendenza, restringimenti della sede stradale, parecchie curve e tornanti, e qualche galleria. Numerosi sono, inoltre, gli attraversamenti dei grossi centri costieri (Chiavari, Lavagna, Sestri Levante, Rapallo, Recco per citarne alcuni) sorti per lo più allo sbocco a mare delle valli appenniniche.
Uscita dalla Spezia, l'Aurelia si inerpica verso un valico (località Foce), scendendo poi, attraverso Riccò del Golfo di Spezia, sino alla valle del Vara dove incontra l'autostrada Azzurra ai caselli di Brugnato-Borghetto di Vara e di Carrodano-Levanto.

Sale poi al Passo del Bracco (m s.l.m. 615), punto più alto dell'intero sviluppo della strada, da cui entra nella città metropolitana di Genova il cui primo centro a cui perviene (una volta attraversate le colline di Moneglia), dopo circa 15 chilometri molto tortuosi, praticamente in continua discesa, è Sestri Levante. Attraversata la città, inizia un tratto di circa 8 km, in riva al mare e parallelo alla ferrovia Genova-La Spezia. In un tratto rettilineo e in piano si attraversa Cavi per poi arrivare a Lavagna.
Dopo Lavagna la SS1 oltrepassa il fiume Entella ed entra nella cittadina di Chiavari dove si distacca la strada statale 225 della Fontanabuona.

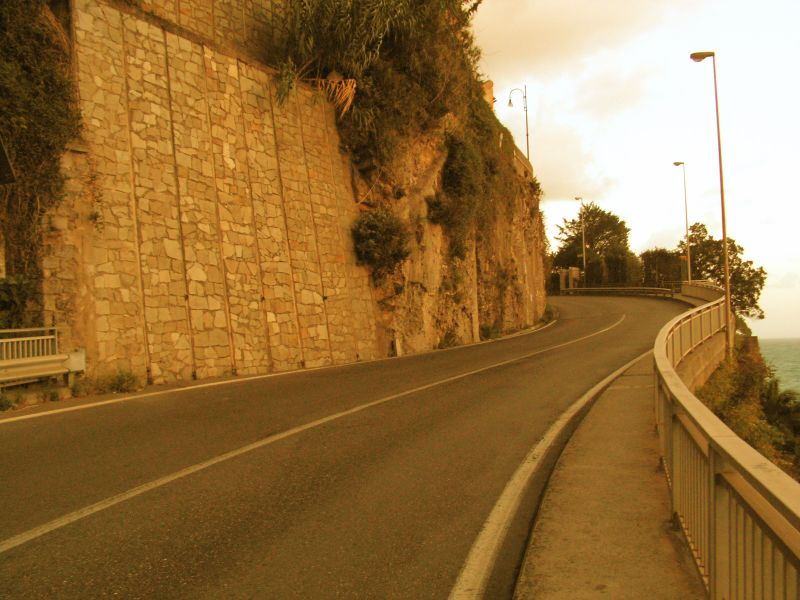
Via Aurelia presso Sori (GE)

Superata la città, l'Aurelia prende leggermente quota alzandosi di un centinaio di metri sopra la riva, raggiungendo, in una decina di chilometri tutti a curve e tornanti, Zoagli e successivamente Rapallo da cui è possibile raggiungere Santa Margherita Ligure e Portofino. Da Rapallo la strada sale ancora, per superare la dorsale montuosa del Monte di Portofino; dopo lo scollinamento, posto a 200 metri sopra il livello del mare, scende in direzione di Camogli, da cui inizia l'ultimo tratto verso Genova, che passa per Recco (dove si distacca la ex strada statale 333 di Uscio diretta in val Fontanabuona), Sori, Pieve Ligure, Bogliasco. Dopo Bogliasco l'Aurelia entra nella città di Genova e attraversa i quartieri (molti di questi ex comuni) di: Nervi, Quinto, Quarto, Sturla, Boccadasse, località Foce (dove si può raggiungere la strada statale 45 di val Trebbia diretta a Piacenza), porto antico, Principe, Dinegro, Sampierdarena, Cornigliano, Sestri Ponente, Pegli, Prà, Voltri dove si distacca la strada statale 456 del Turchino.

### Da Genova a Ventimiglia

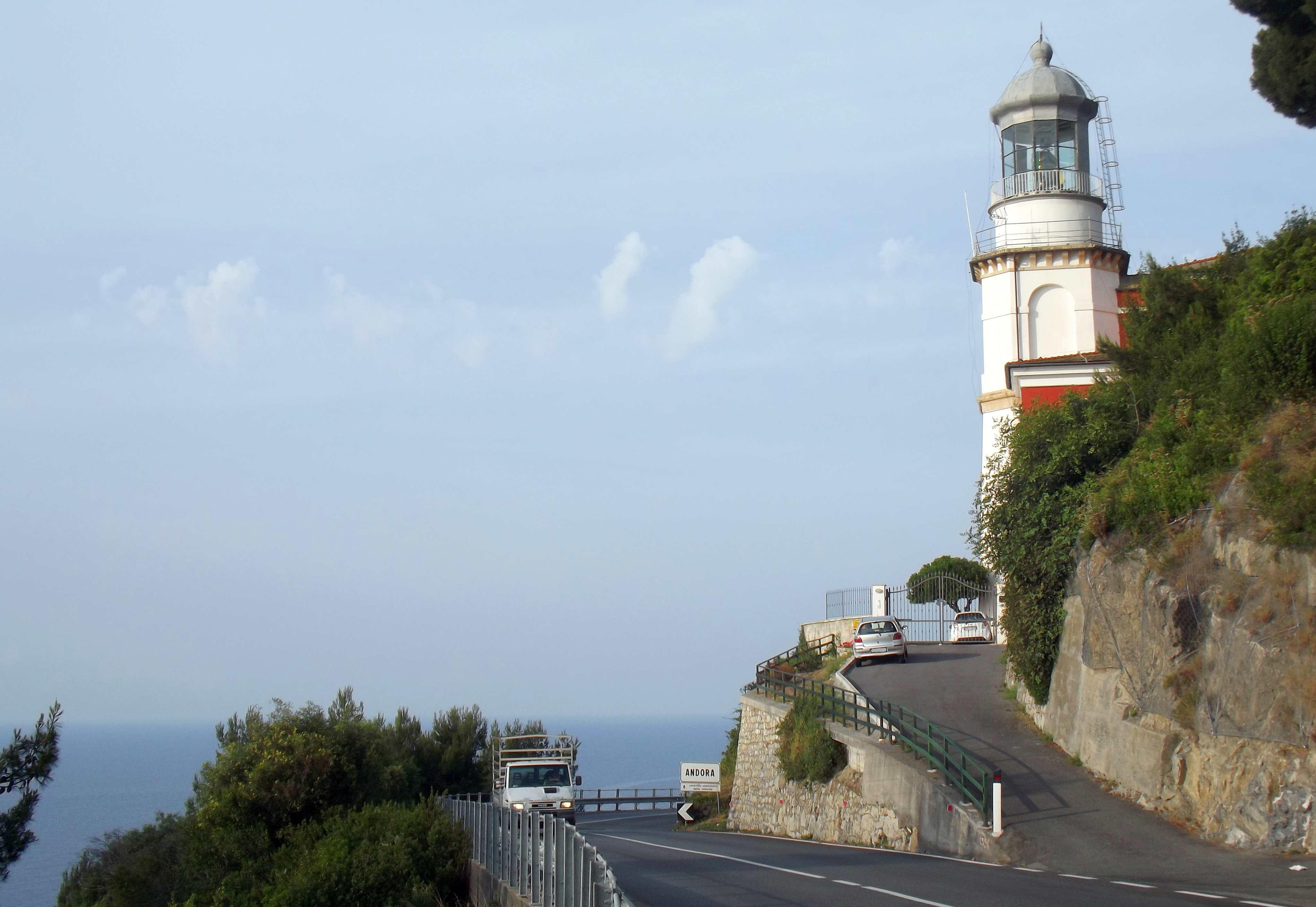
L'Aurelia a Capo Mele, tra Laigueglia e Andora.

Il tratto di Aurelia che percorre la Riviera di Ponente è profondamente diverso dal precedente; anziché spingersi all'interno, la strada si mantiene vicina al mare, attraversando i numerosi centri costieri. Le uniche asperità sono rappresentate dai vari promontori che formano il profilo costiero della riviera, alla sommità dei quali la strada sale, il più delle volte con pendenze non eccessive, per poi scollinare e scendere sul versante opposto. Per tutto questo tratto l'Aurelia è pressoché parallela all'autostrada dei Fiori, che percorre l'immediato entroterra.
Dopo Vesima (frazione di Genova, nei pressi del quartiere Voltri) l'Aurelia esce dal comune di Genova e dopo pochi chilometri attraversa le cittadine di Arenzano e Cogoleto. Dopo Cogoleto la SS1 entra nella Provincia di Savona e nella cittadina di Varazze. Dopo Varazze la statale 1 transita a: Celle Ligure, Albisola Superiore, Albissola Marina per poi entrare a Savona (dove si distacca la ex strada statale 29 del colle di Cadibona). Una volta uscita dalla città di Savona la strada transita nei comuni di Vado Ligure, Bergeggi, Spotorno, Noli, Finale Ligure, Borgio Verezzi, Pietra Ligure, Loano, Borghetto Santo Spirito, Ceriale, Albenga, Alassio, Laigueglia, Andora. Oltre Andora si entra in provincia di Imperia e si attraversano i comuni di Cervo, San Bartolomeo al Mare, Diano Marina, Imperia, San Lorenzo al Mare, Costarainera, Santo Stefano al Mare, Riva Ligure, Taggia, Sanremo, Ospedaletti, Bordighera, Vallecrosia, Camporosso e Ventimiglia.
Qualche chilometro oltre Ventimiglia, in località Ponte San Luigi (dov'è posto il confine di Stato con la Francia) la strada statale 1 Via Aurelia ha termine, dopo quasi 700 chilometri di sviluppo. La strada prosegue in territorio transalpino, già con il nome di Route nationale 7, adesso riclassificata sulla maggioranza del suo percorso in strada dipartimentale con vari nomi che ricordano l'ex strada nazionale 7, la quale finisce a Parigi sulla Porte d'Italie in Place d'Italie.

## Infrastrutture tranviarie
In passato diversi tratti dell'Aurelia hanno ospitato binari tranviari per servizi urbani ed extraurbani. In particolare dal 1901 al 1936 era presente il binario a scartamento metrico fra Ventimiglia e Bordighera concesso alla società Woodhouse & Baillie, fra il 1913 ed il 1942 quello, anch'esso a scartamento metrico, fra Ospedaletti e Arma, concesso in ultimo alla società Società Tranvie Elettriche Liguri, e fra il 1912 ed il 1942, il binario della tranvia Savona-Vado Ligure, concessa alla Società Tranvie Elettriche Savonesi. Binari tranviari facenti parte della rete urbana genovese interessavano anche alcuni tratti dell'Aurelia che ricadevano nell'ambito territoriale del capoluogo ligure.

## Varianti e diramazioni
- Strada statale 1 var Variante di Varazze
- Strada statale 1 var/A Variante di La Spezia
- Strada statale 1 dir dei Balzi Rossi
- Strada statale 1 dir/A di Vado Ligure
- Strada statale 1 racc Raccordo di La Spezia